# Малая Шерья
Малая Шерья — река в России, протекает в Очёрском и Нытвенском районах Пермского края. Устье реки находится в 7,8 км по правому берегу реки Нытва. Длина реки составляет 20 км, площадь водосборного бассейна 78 км².
Исток реки у деревни Казанский Ключ в 15 км к северо-востоку от города Очёр. Река течёт на восток, протекает деревни Дыбки и Чудиново. Впадает к западу от города Нытва в водохранилище на реке Нытва, известное как «Нытвенский пруд». Около устья стоит деревня Конино.

## Данные водного реестра
По данным государственного водного реестра России относится к Камскому бассейновому округу, водохозяйственный участок реки — Кама от Камского гидроузла до Воткинского гидроузла, речной подбассейн реки — бассейны притоков Камы до впадения Белой. Речной бассейн реки — Кама.
По данным геоинформационной системы водохозяйственного районирования территории РФ, подготовленной Федеральным агентством водных ресурсов:
- Код водного объекта в государственном водном реестре — 10010101012111100014288
- Код по гидрологической изученности (ГИ) — 111101428
- Код бассейна — 10.01.01.010
- Номер тома по ГИ — 11
- Выпуск по ГИ — 1